# Psicografía

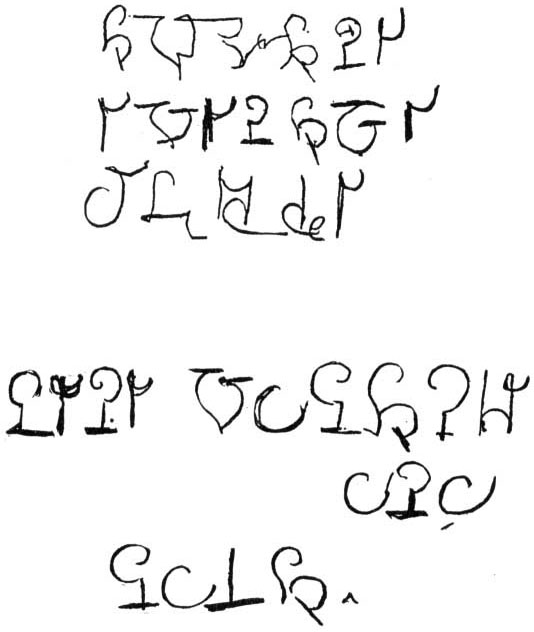
Hélène Smith (1861-1939) afirmaba ser la reencarnación de una princesa hinduista, de María Antonieta y de un marciano, y realizaba escrituras automáticas en «idioma marciano».

La escritura automática o psicografía es una supuesta habilidad psíquica de una persona que escribe letras sin estar consciente. La persona afirma que las palabras fueron escritas por el subconsciente, por un espíritu o por fuerzas sobrenaturales.

## Historia
La escritura automática es una práctica espiritual descrita por primera vez por el historiador francés Hippolyte Taine (1828-1893) en el prólogo de la tercera edición de su libro De l'intelligence, publicado en 1878.
Los escritos religiosos de «inspiración divina» ―como los Vedas, la Biblia y el Corán― se consideran fenómenos psicográficos, donde la mano del religioso ―Viasa, Moisés o Mahoma, respectivamente― no es más que un mero instrumento utilizado por alguna deidad o ser divino sobrenatural.
El poeta portugués Fernando Pessoa (1888-1935) afirmó haber experimentado ―junto a «visiones etéreas» y «auras magnéticas»― un suceso de escritura automática. Dijo que sintió «inspiración de otra persona», a veces sintiendo una sensación en su brazo derecho el cual afirma se movía ajeno a su voluntad.
George Hyde-Lees, la esposa del poeta irlandés William Butler Yeats (1865-1939), también afirmó poder escribir automáticamente.
William Fletcher Barrett (1844-1925) escribió que estos «mensajes automáticos podrían ocurrir cuando el escritor pasivo toma un lápiz sobre un trozo de papel, o sobre un planchette (tabla de escritura espiritista), o sobre un tablero güija».
En el espiritismo, los espíritus son los responsables de tomar el control de la mano del médium para escribir letras, mensajes, o incluso libros enteros. La psicografía ocurre durante un periodo de trance o animación suspendida.
Arthur Conan Doyle en su libro The new revelation (1918), escribió que la psicografía ocurre cuando el subconsciente del escritor es manipulado por espíritus externos.
El poeta surrealista Robert Desnos (1900-1945) afirmó que fue bendecido con la escritura automática. Algunos investigadores de lo psíquico como Thomson Jay Hudson (1834-1903) afirmaron que los espíritus no son los responsables de los fenómenos psicográficos y que la psicografía no sería más que un producto del subconsciente del escritor.
Entre los que han afirmado haber experimentado algún fenómeno psicográfico se encuentran
Jane Roberts (1929-1984),
Helen Schucman (1909-1981) y
Neale Donald Walsch (1943-)
En 1975, Wendy Hart ―de Maidenhead (Inglaterra)― afirmó que escribía automáticamente las palabras de Nicholas Moore, un capitán muerto en 1642.

## Análisis escéptico
En 1998, un artículo en Psychological Science describió una serie de experimentos realizados para determinar si las personas que han experimentado fenómenos psicográficos no sufrieron más que un efecto ideomotor.
El catedrático en Psicología Théodore Flournoy (1854-1920) escribió el libro De la India al planeta Marte (1899), que hizo famosa a la médium suiza Hélène Smith (Catherine-Elise Müller, 1861-1939), la cual afirmaba que sus escritos psicográficos provenían del planeta Marte y estaban escritos en idioma marciano. Flournoy concluyó que el «idioma marciano» poseía una fuerte similitud con el francés de la señorita Smith, el cual era su lengua materna, y que sus escritos psicográficos no eran más que «una visión romántica de su imaginación subliminal derivado de recuerdos olvidados (por ejemplo algún libro leído cuando era niña)». Para describir ese fenómeno, Flournoy inventó el término criptomnesia.